# Doyen de Cantorbéry

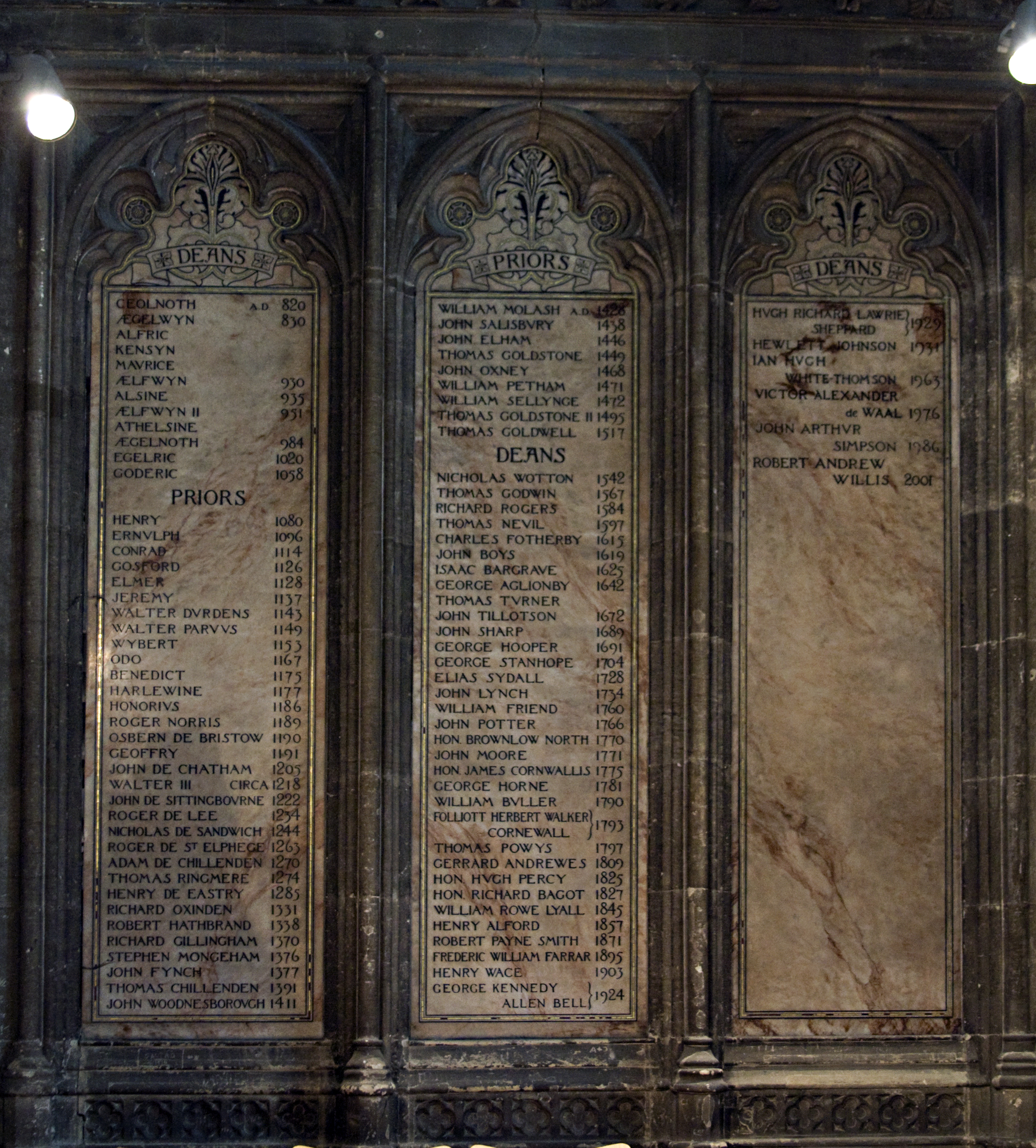
Panneaux inscrits à la cathédrale de Cantorbéry, répertoriant les doyens

Le doyen de Cantorbéry est un prélat de l'Église d'Angleterre qui dirige le chapitre de chanoines de la cathédrale de Canterbury.

## Histoire
Le poste de doyen (dean en anglais) apparaît dès le IXe siècle. Il est remplacé par celui de prieur de Christ Church en 1080, sous l'archevêque Lanfranc. Il est rétabli après la dissolution des monastères, en 1539.

## Liste des doyens de Cantorbéry

### Avant 1080
Cette liste est celle qui figure sur les panneaux de la cathédrale.
- Ceolnoth 820
- Aegelwyn 830
- Alfric
- Kensyn
- Maurice
- Aelfwyn 930
- Alsine 935
- Aelfwyn II 951
- Athelsine
- Aegelnoth 984
- Egelric 1020
- Goderic 1058

### Après la Réforme
- 1541-1567 : Nicholas Wotton
- 1567-1584 : Thomas Godwin
- 1584-1597 : Richard Rogers
- 1597-1615 : Thomas Nevile
- 1615-1619 : Charles Fotherby
- 1619-1625 : John Boys
- 1625-1643 : Isaac Bargrave
- 1643 : George Aglionby
- 1643-1672 : Thomas Turner
- 1672-1689 : John Tillotson
- 1689-1691 : John Sharp
- 1691-1704 : George Hooper
- 1704-1728 : George Stanhope
- 1728-1733 : Elias Sydall
- 1734-1760 : John Lynch
- 1760-1766 : William Freind
- 1766-1770 : John Potter
- 1770-1771 : Brownlow North
- 1771-1775 : John Moore
- 1775-1781 : James Cornwallis
- 1781-1790 : George Horne
- 1790-1792 : William Buller
- 1793-1797 : Folliott Cornewall
- 1797-1809 : Thomas Powys
- 1809-1825 : Gerrard Andrewes
- 1825-1827 : Hugh Percy
- 1827-1845 : Richard Bagot
- 1845-1857 : William Rowe Lyall (en)
- 1857-1871 : Henry Alford
- 1871-1895 : Robert Payne Smith
- 1895-1903 : Frederic Farrar
- 1903-1924 :  Henry Wace
- 1924-1929 : George Bell
- 1929-1931 : Dick Sheppard
- 1931-1963 : Hewlett Johnson
- 1963-1976 : Ian White-Thomson
- 1976-1986 : Victor de Waal
- 1986-2000 : John Simpson (en)
- 2001-2022 : Robert Willis
- 2023 : David Monteith